# Lady Diana Beauclerk
Lady Diana Beauclerk (24 de marzo de 1734-1 de agosto de 1808), nacida como Lady Diana Spencer, y conocida también por su nombre de casada, Diana St John, vizcondesa Bolingbroke, fue una artista perteneciente a la nobleza inglesa.

## Trayectoria
Spencer nació en el seno de la familia Spencer, hija de Charles Spencer, tercer duque de Marlborough (1706-1758) y la honorable Elizabeth Trevor († 1761) y fue hermana de George, Charles y Elizabeth. Se crio en Langley Park, Buckinghamshire, donde se inició en el arte desde sus primeros años. El artista Joshua Reynolds era amigo de la familia.

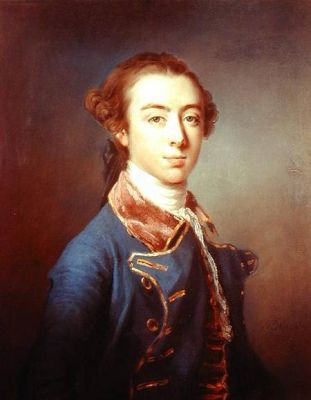
Topham Beauclerk, su segundo esposo

Spencer se casó con Frederick St John, 2.º Vizconde de Bolingbroke (1734–1787) en 1757. De 1762 a 1768 fue dama de la reina Carlota. Se la conocía comúnmente como 'Lady Di' (al igual que su homónima a principios de la década de los ochenta, antes de convertirse en princesa Diana).  
Tuvo cuatro hijos de este primer matrimonio: George St John: (5 de marzo de 1761 - 11 de diciembre de 1824) tercer vizconde Bolingbroke, Henriette St John: (1 de agosto de 1762 - abril de 1834) - casada en 1792 con Henry Towcester, Anne: (nacida hacia 1764, pero no sobrevivió a la infancia), y, Frederick St John: (20 de diciembre de 1765 - 19 de noviembre de 1844) oficial del ejército británico. Este matrimonio no fue feliz debido a las notorias infidelidades de St John. En febrero de 1768 solicitó el divorcio por adulterio ("conversación criminal"). La petición requirió una ley del parlamento que fue aprobada al mes siguiente.  

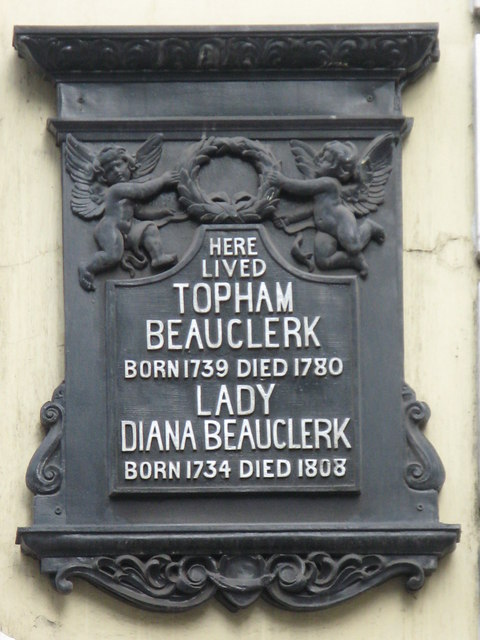
Plaque Topham and Lady Diana Beauclerk on 100 and 101 Great Russell Street, WC1

Al cabo de dos días, Beauclerk se volvió a casar con Topham Beauclerk de Old Windsor y tuvieron tres hijos: 
- Elisabeth Beauclerk: (20 de agosto de 1766 – 25 de marzo de 1793), quien se casó con su primo George Herbert, 11.º conde de Pembroke
- (Anne) Mary Day Beauclerk: (29 de junio o 20 de agosto de 1766 – 23 de julio de 1851), gemela de Elisabeth. Tuvo una larga relación con su medio hermano Bolingbroke, y tuvo cuatro hijos con él. Después de que él la abandonó, se casó en 1797 con Franz von Raugraf Jenison Walworth, un conde alemán de ascendencia inglesa, y tuvo como descendencia legítima dos hijos (uno fallecido) y cuatro hijas. (Sus descendientes a través de su hija menor Emilie o Amalie incluyen príncipes de Loewenstein-Wertheim-Freudenberg y, a través de ellos, otros miembros de la realeza alemana).
- Charles George Beauclerk (20 de enero de 1774 – 25 de diciembre de 1846), diputado por Richmond (1796-8), en 1799 se casó con Emily Charlotte Ogilvie, hija de Emily Mary Lennox, duquesa de Leinster, con su segundo esposo, William Ogilvie.

El esposo de Beauclerk murió en 1780, y, debido a las restricciones financieras, comenzó a llevar una vida más retirada.   

El círculo de amigos de  Beauclerk incluía a Samuel Johnson, Georgiana Cavendish, Edward Gibbon, David Garrick, Charles Fox, James Boswell y Edmund Burke. Boswell registró que Johnson dijo sobre Beauclerk (en 1773): "La mujer es una prostituta y eso es todo". Fanny Burney registró en su diario los sentimientos de Burke hacia Beauclerk tras la muerte de su segundo esposo:  
 Desde la ventana del comedor, Sir Joshua [Reynolds] nos invitó a mirar una bonita casa blanca que pertenecía a Lady Di Beauclerk. 

 "Estoy muy contento  —dijo el Sr. Burke— de verla al fin tan bien aposentada; ¡pobre mujer! El bolo ha rodado durante mucho tiempo en la miseria; me alegro de que ahora haya encontrado su equilibrio. Nunca, yo mismo, disfruté tanto de ver la felicidad en otro, como en esa mujer cuando la vi por primera vez después de la muerte de su esposo. Fue realmente alentador verla situada en esa casa tan agradable, liberada de todas sus preocupaciones, mil libras al año a su disposición, y ... ¡su marido muerto! ¡Oh, fue agradable, fue encantador verla disfrutar de su situación!"  
"Pero, sin tener en cuenta las circunstancias —dijo Gibbon— esto puede parecer muy extraño, sin embargo, cuando se dice de manera justa, es perfectamente racional e inevitable". "Muy cierto —dijo Burke— si no se consideran las circunstancias, Lady Di. puede parecer muy reprensible". 

 Luego, dirigiéndose especialmente a mí, como la persona que menos conocía el personaje del Sr. Beauclerk, lo dibujó con expresiones fuertes y marcadas, describiendo las penalidades que le dio a su esposa, su singular maltrato hacia ella. y el alivio necesario que la muerte de tal hombre debe dar. 
 Beauclerk murió en 1808 y fue enterrada en Richmond. A mediados de la década de 1990, un retrato de Beauclerk colgaba en Kenwood House, en Hampstead Heath en Londres, con el título: "Lady Diana Spencer, conocida principalmente por la infelicidad de su primer matrimonio".

## Obra
Su primer trabajo fue parte de un grabado punteado, publicado por John Boydell en 1782. Más tarde, en 1779 realizó el dibujo de su amiga y prima Georgiana Cavendish. Beauclerk ilustró varias producciones literarias, incluyendo la tragedia de Horace Walpole La madre misteriosa, la traducción al inglés de Leonora de Gottfried August Bürger (1796) y Las fábulas de John Dryden (1797). Desde 1785 fue parte de un círculo de mujeres, junto con Emma Crewe y Elizabeth Templetown (1746 - 1823), cuyos diseños para Josiah Wedgwood se convirtieron en bajorrelieves en adornos de jaspe.